# 真珠層

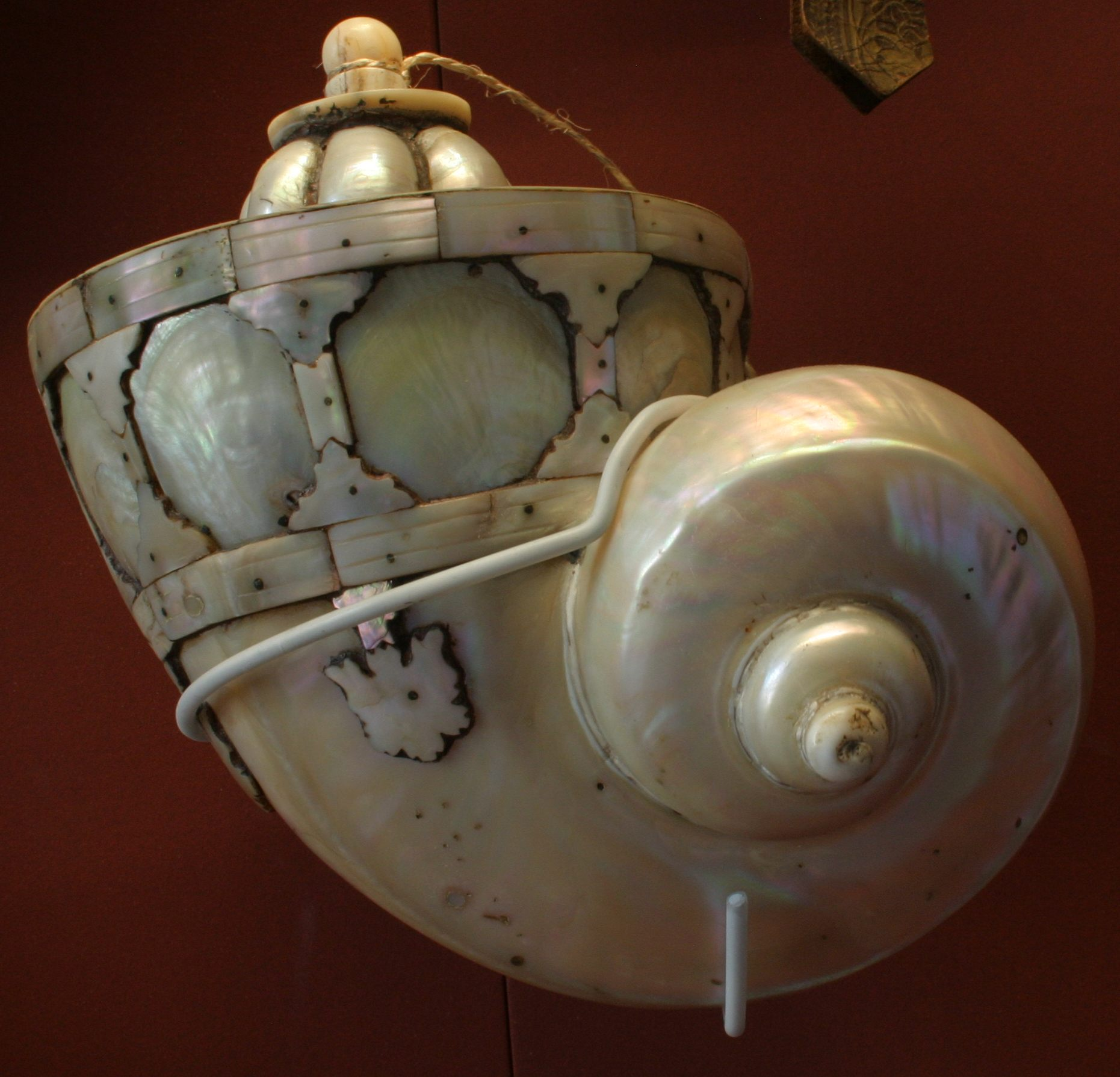
ヤコウガイの殻で作られた火薬入れ。1750年ごろのもの。

真珠層（しんじゅそう、英:  Nacre）、別名真珠母（しんじゅぼ、英: mother of pearl）は、ある種の軟体動物（特に貝類）が外套膜から分泌する炭酸カルシウム主成分の光沢物質。

## 概要
貝殻の内側に付いており、無機質と有機質の複合物質である。真珠の外側のコーティングを作り上げる物質で、強く、弾力性があり、干渉縞により構造色（虹色）となっている場合が多い。
真珠層は全ての軟体動物にあるわけではなく、二枚貝綱、腹足綱、頭足綱などのうち特定の古い系統に限られる。その他の大多数の軟体動物の内殻層は磁器質になっており、真珠層は持たない。ただし、真珠層を持たない種類の貝にも、殻の内側に虹色の層を持つものがある。
アコヤガイやカワシンジュガイ (freshwater pear) の貝殻の内層は、真珠層である。そのほか、海洋腹足類のミミガイ科（アワビなど）、ニシキウズガイ科 (Trochidae) 、リュウテンサザエ科 (Turbinidae) も真珠層を持つ。

## 構造

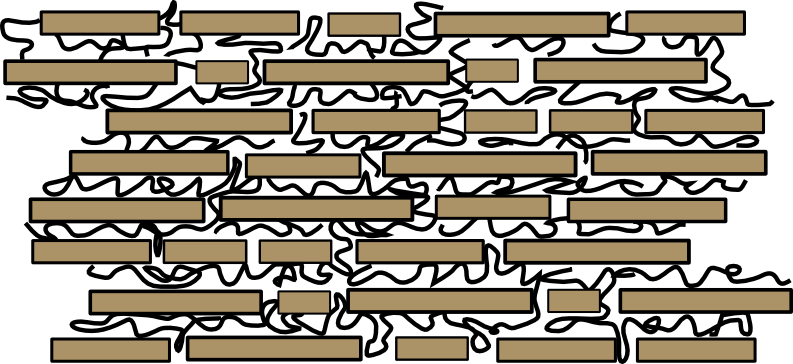
真珠層は炭酸カルシウムなどの微結晶（茶色部）が有機物（黒線）で接着されたものである

真珠層の主成分は炭酸カルシウム(CaCO3) であり、その結晶構造はアラレ石に近い。ただしアラレ石が斜方晶系結晶であるのに対し、真珠層は95%が擬六方晶系を中心とした多角形または円形断面を持つ幅5～20μm、厚さ0.3～1.5μmの微結晶の集合体であり、微結晶の間はキチン質などの弾性生体高分子が接着剤の役割を果たしており、複合材料と見ることができる。また、タンパク質も2％ほど含まれており、コンキオリンやナクレインなどであることが知られている。様々な大きさの結晶と生態高分子との複合構造により、本来であれば脆い炭酸カルシウムの結晶であるにもかかわらず、真珠層はヤング率約70ギガパスカルという強靭な材料となっており、ひび割れもしにくい。この強靭さは大きさが統一した微結晶では得られない。構成元素としては、カルシウムの他にストロンチウム、ケイ素、マグネシウムが極微量含まれる。

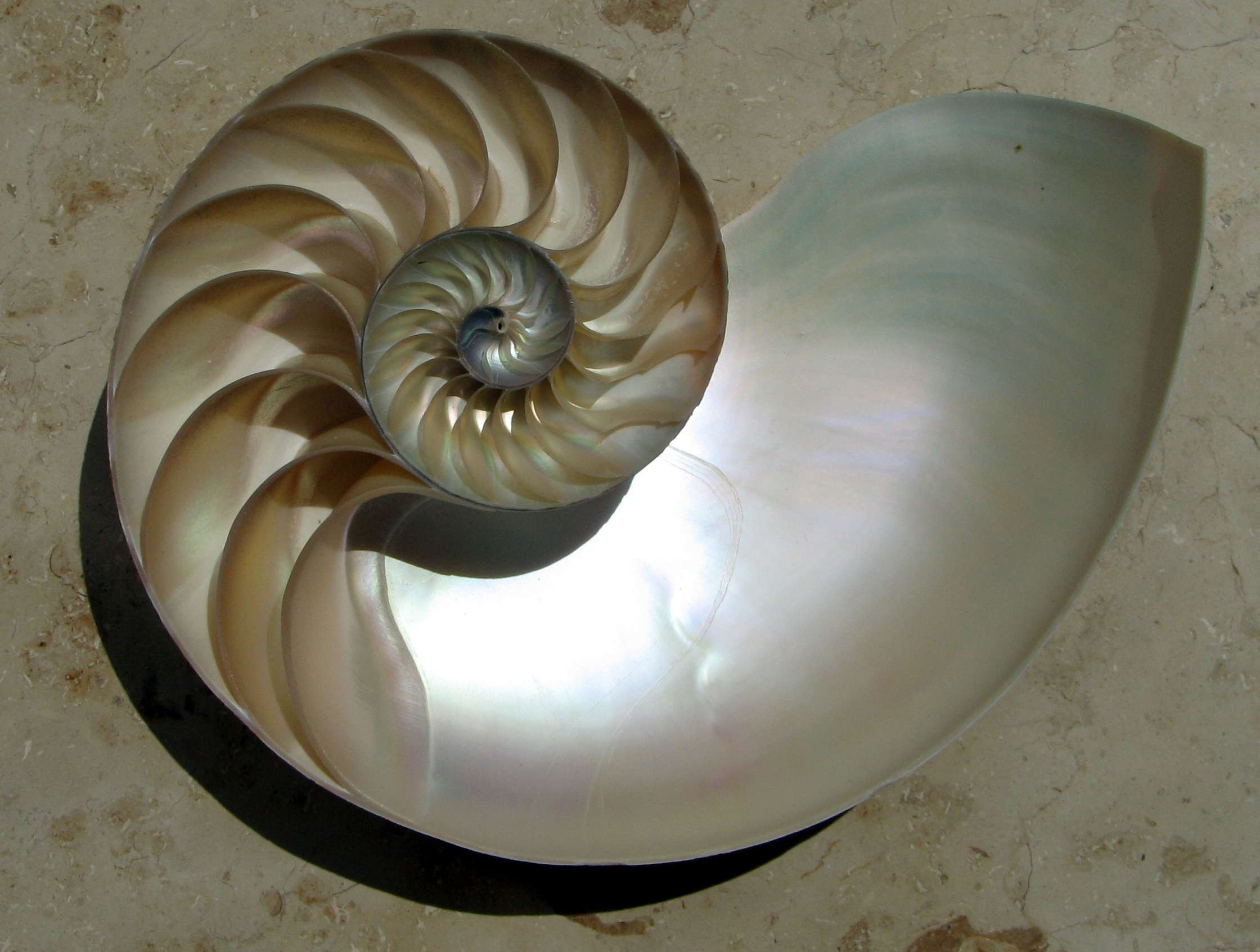
オウムガイの殻の内側には虹色の真珠層がある

真珠層は構造色、すなわち虹色のように徐々に変わる色をしている。これは、アラレ石の微結晶の厚さが光の波長に近いため、光の干渉が起こっているためである。
真珠層の元は、軟体動物の外套膜を構成する上皮細胞から分泌される。これが貝殻の内側に堆積して真珠層となる。真珠層の役割は、貝殻の内面を滑らかにすることで、軟体動物の柔らかい表皮と貝殻との間に隙間ができないようにし、寄生虫や異物が挟まることがないようにすることである。これは包嚢形成と呼ばれている。
工芸用などの目的で真珠層を利用する上で代表的な資源を挙げると、まずはウグイスガイ科の真珠貝類であり、アジアを中心とする温帯および熱帯の海に生息する。さらにイシガイ上科のイシガイ科、カワシンジュガイ科といった淡水産二枚貝類の一部は別名淡水真珠貝とも呼ばれており、アメリカ合衆国、ヨーロッパ、アジアなどの川に住む。アワビはカリフォルニア、日本、アフリカ南部などの太平洋、インド洋に生息する。また、特に20世紀に貝ボタンの素材として広く利用されたヤコウガイも挙げなければならないだろう。
一方、アサリやホタテガイも異物が体内に入ると炭酸カルシウムで包んで球状にする性質を持つが、真珠層は持たず、できる球は真珠様物質にすぎない。

## 装飾としての利用
アゼルバイジャンとトルコでの真珠層を利用する象嵌技法は2023年にユネスコの無形文化遺産に登録された。

### 家具などの装飾

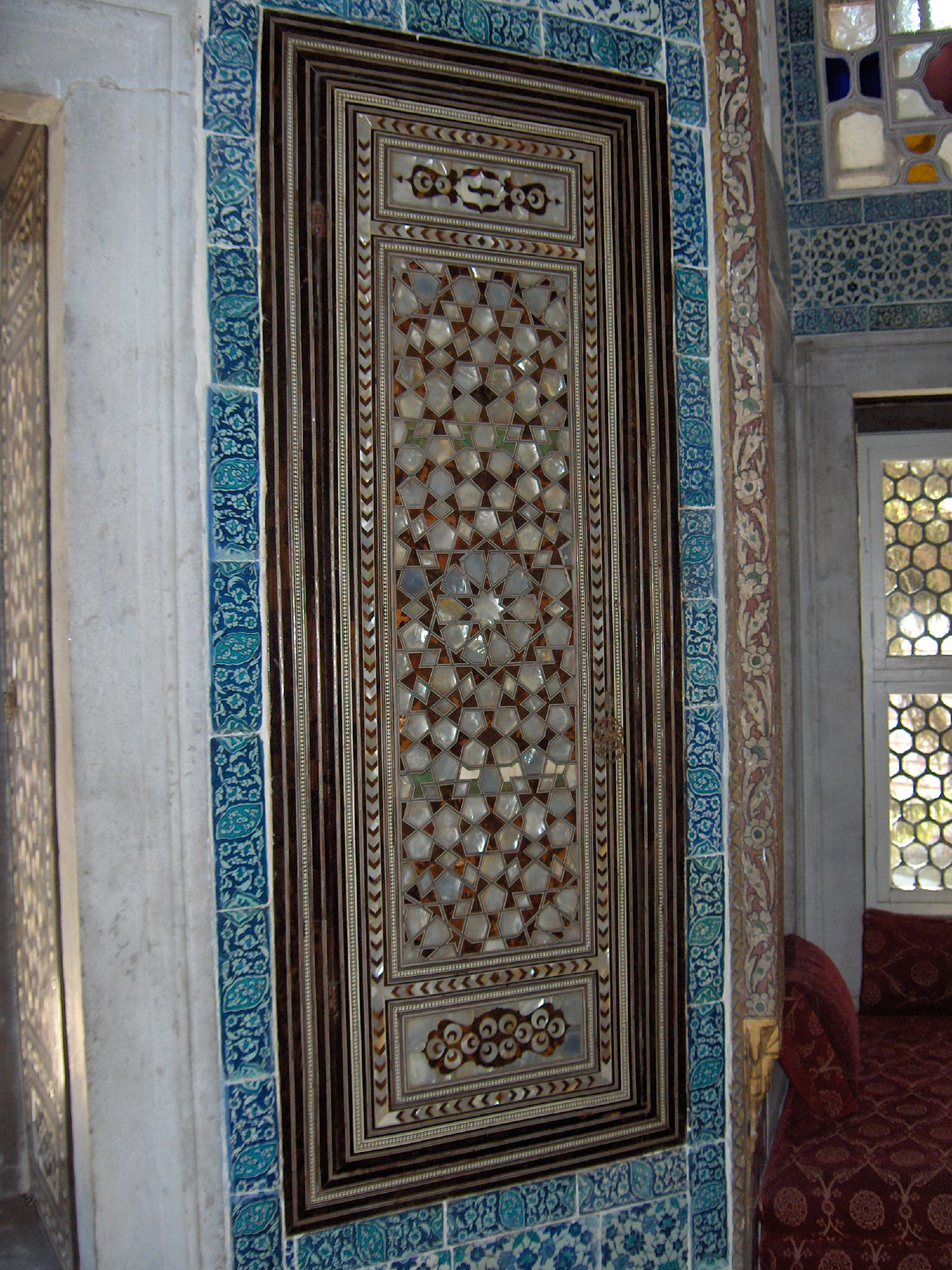
イスタンブールのトプカプ宮殿にある真珠層を持つ貝の嵌め込み細工

真珠層には黒っぽいものと白っぽいものとがあり、共に建築物によく使われる。真珠層の上に様々な着色が施されることもある。適当な形に切り取られて、陶器や大理石の上にタイルとして張られることもある。2ミリメートルほどの厚さに削って積層し、モザイク模様が作り出されることもある。表面にラッカーを塗って保護あるいは艶出しされることもある。

### 服と装飾品
真珠層を持つ貝は、ボタンの材料としてよく使われる。「真珠のボタン」と呼ばれることもある。また、多くの真珠層で飾られた服はパーリーキング (Pearly Kings and Queens) と呼ばれ、祝祭などで着用される。時計、ナイフ、拳銃、宝石などの飾りに使われることもある。

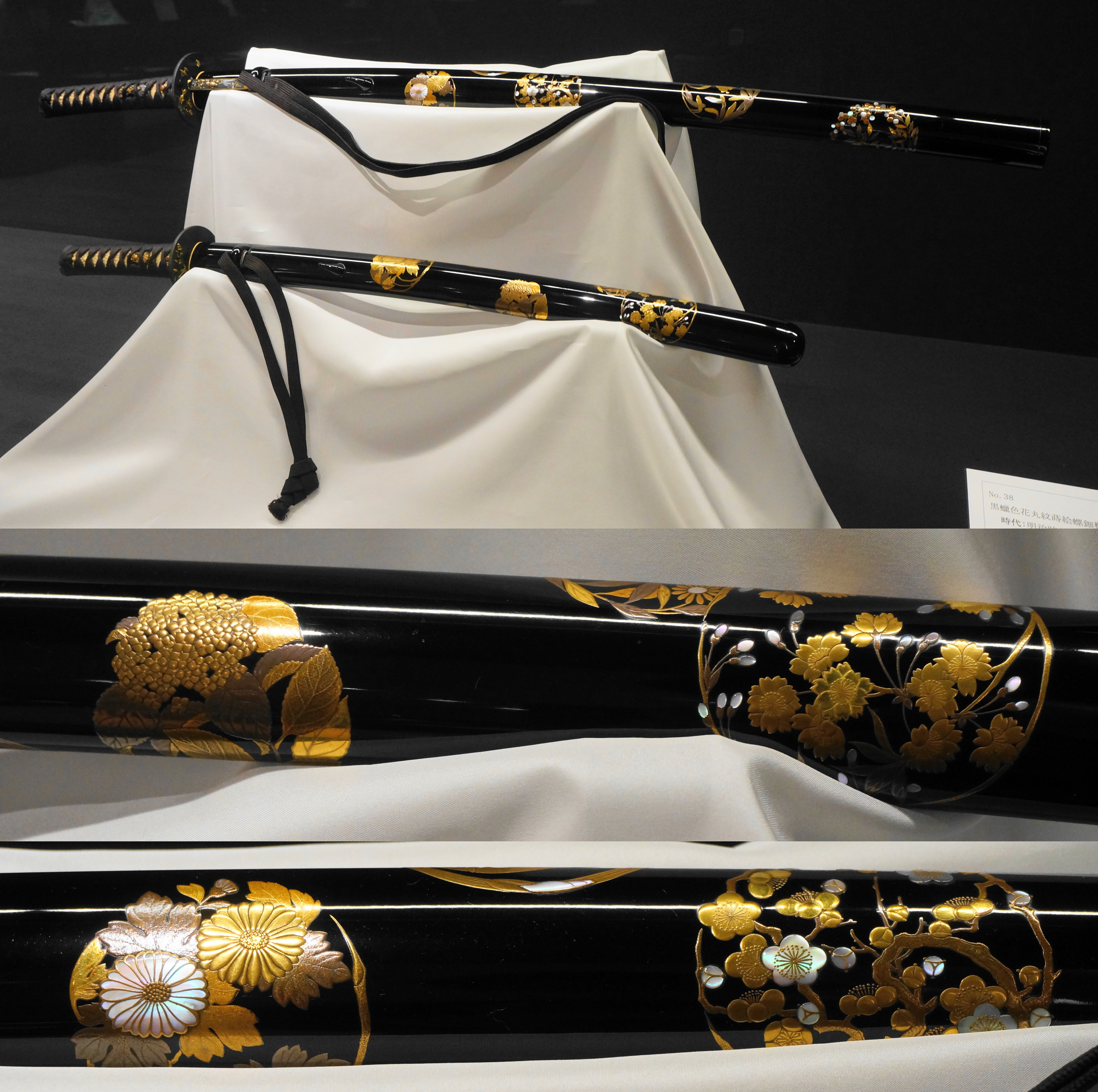
日本刀の鞘に施された螺鈿細工
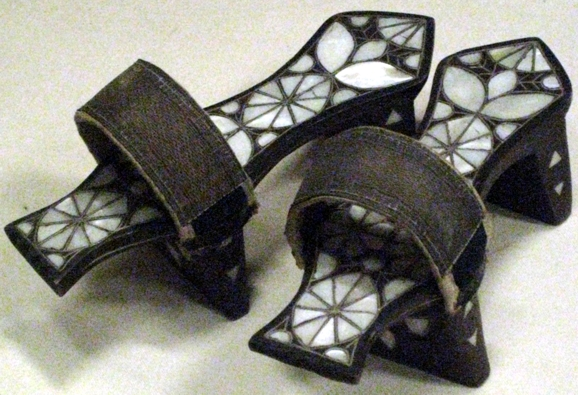
トルコの靴

### 楽器

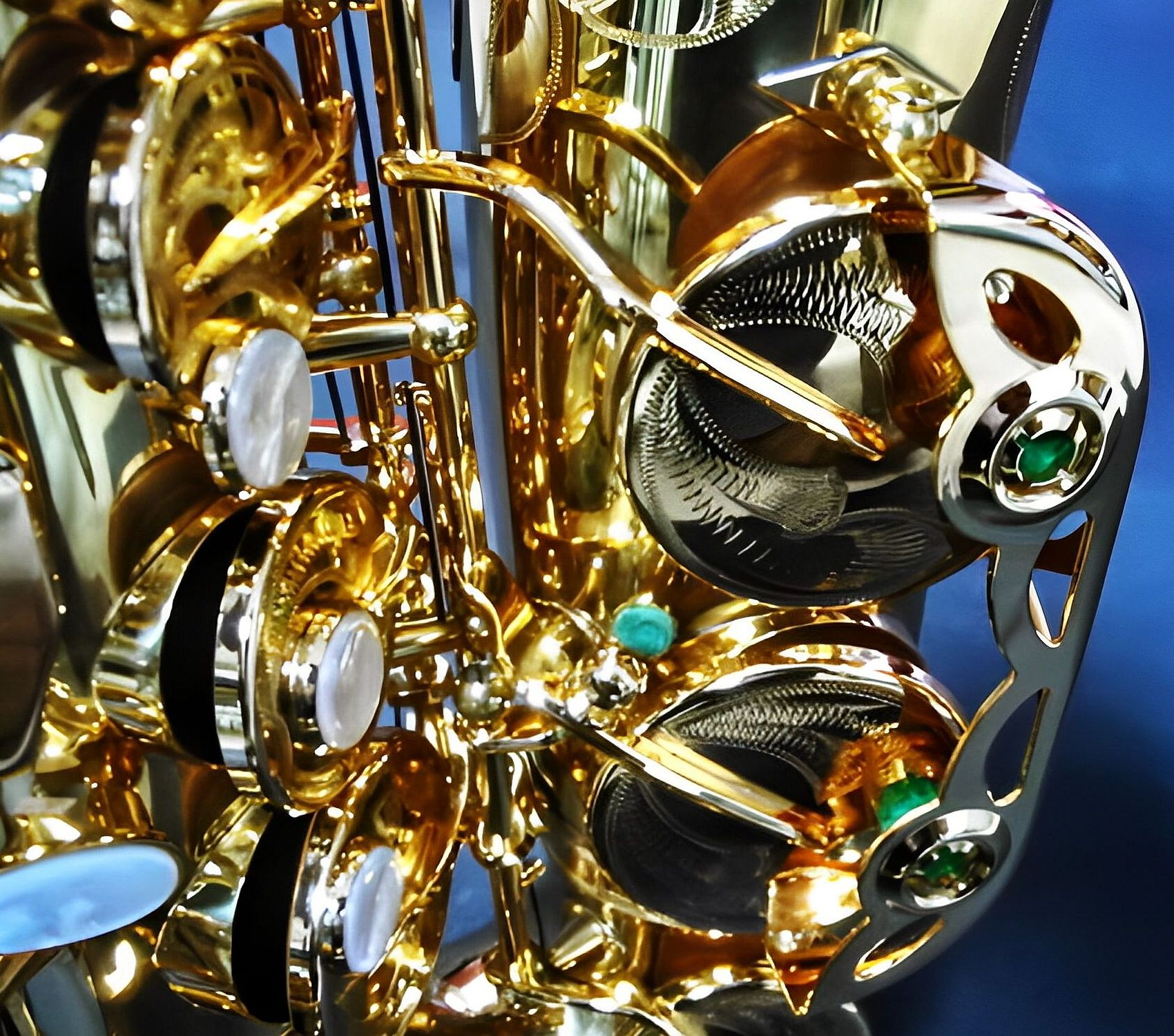
サクソフォーンのキーには真珠層を持つ貝が嵌め込まれていることが多い。写真左の白く丸い部分。

真珠層が使われた楽器も多い。アコーディオンやコンサーティーナの表面は真珠層で飾られている。サクソフォーン、ファゴット、トランペット、ヴァイオリン、バンジョー、ギター、古琴などにもよく使われる。サクソフォーンなどのキーの指で押さえるところは真珠層が埋め込まれていることが多い。ただし最近ではセルロイドなどの合成材料が使われることも多い。